# Ulrich Beck
Ulrich Beck (født 15. maj 1944 i Stolp, Hinterpommern, død 1. januar 2015) var en tysk sociolog og samfundsforsker. Han var senest professor ved universitetet i München, samt gæsteprofessor ved London School of Economics and Political Science.

## Liv
Ulrich Beck blev født i 1944 i den tidligere tyske by Stolp, nu under navnet Słupsk i det nuværende Polen. Hans familie flygtede til Hannover i det daværende Vesttyskland, hvor Ulrich Beck voksede op. Efter at have studeret jura i Freiburg startede han med hjælp fra et stipendium studier i sociologi, filosofi, psykologi og statskundskab ved universitetet i München, hvorfra han blev færdig i 1972. Fra 1979 var han professor forskellige steder i Tyskland. Han var gift med familiesociologen Elisabeth Beck-Gernsheim. 
Nytårsdag 1. januar 2015 fik Ulrich Beck et hjertestop og døde i en alder af 70 år. Indtil det sidste var han yderst aktiv som sociolog og intellektuel i Tyskland og resten af verden og var blandt andet kun halvandet år inde i det fem år lange forskningsprojekt "Methodological Cosmopolitanism – in the Laboratory of Climate Change" (the Cosmo-Climate Research Project), som han ledte og havde modtaget European Research Councils Advanced Grant til udførelsen af. Leder for forskningsprojektets arbejdspakke "Greening Cosmopolitan Urbanism" er i øvrigt den danske sociolog Anders Blok, som gennem flere år har arbejdet tæt sammen med Beck.

## Værker
Kosmopolitanisme og globalisering spillede en afgørende rolle i Becks forfatterskab. Han beskæftigede sig især med globaliseringens betydning for menneskeheden, herunder individualisering, social ulighed samt nationale og internationale værdifællesskaber. 
Sammen med den engelske sociolog Anthony Giddens kom han med alternative løsningsmodeller til den neoliberale verdensorden, der ifølge ham ikke vil bringe lykke med sig.
Blandt hans mest kendte værker er Risikosamfundet, der beskriver, hvordan vi i en stadig tryggere verden kommer til at opleve utryghed over for de miljømæssige risici, som den teknologiske udvikling og produktion bringer med sig. Udgangspunktet for Beck er, at det moderne industrielle samfunds produktion af forbrugsgoder også samtidig producerer risici. Moderne kapitalistisk produktion medfører afledte forureningsprocesser, der ikke umiddelbart er til at forstå eller opfatte for almindelige mennesker (fx pesticider i landbrugsprodukter). Risici skal dermed forstås som 'den mørke side' af vækstsamfundets succes. Beck advokerer for en kosmopolitisk realisme, der tager højde for udviskningen af staters grænser over for hinanden i forhold til moderne risici som forurening og terrorisme. Ikke alle politiske udfordringer kan imødegås inden for statens egne grænser, og derfor er menneskeheden pisket til transnationalt politisk samarbejde om at løse disse fælleshandlingsproblemer. Dermed er staterne nødt til at opgive dele af deres egne statssuveræniteter. Bogens udgivelse faldt sammen med Tjernobylulykken i 1986, som dermed illustrerede bogens aktualitet, der netop beskæftiger sig med teknologiens betydning for det moderne menneskes eksistens og risici forbundet hermed.
I sine senere år var han særligt optaget af begrebet 'kosmopolitanisme', som bl.a. forskningsprojektet the Cosmo-Climate Research Project var dedikeret til at undersøge. Dette begreb må ikke forveksles med kosmopolitisme; hvor sidstnævnte kommer af bl.a. en kantiansk tradition og spiller på en elitær ide om verdensborgeren der føler sig hjemme overalt på kloden, er kosmopolitanisme, som Beck formulerer det, et begreb der refererer til de mange forskellige risikofyldte kræfter, der kosmopolitaniserer verden og binder os sammen på tværs af nationalstater, om vi vil det eller ej. Begrebet hænger tæt sammen med 'verdensrisikosamfundet' (se ovenfor), og et eksempel på en kosmopolitaniserende kraft er f.eks. klimaforandringer. Klimaforandringer er en verdensrisiko i Becks forstand, idet det er en verdensomspændende og svært kontrollabel kraft, som dels er en uintenderet (dog ikke dermed skyldsløs - det er en effekt af det han kalder for 'organiseret uansvarlighed') effekt af modernisering og industrialisering (se første modernitet), og som dels forstås mest i anticiperingen af kommende klimakatastrofer (risici er hos Beck ikke katastrofer, men anticiperingen af katastrofer). De største og mest ødelæggende klimakatastrofer er endnu ikke en realitet. Klimaforandringer kosmopolitaniserer verden, og fordrer et opgør med den gængse ide om nationalstaten, fordi nationalstatslig miljø- og klimapolitik rækker langt ud over landegrænserne. Om Kina skifter kulkraftværkerne ud med solcelleanlæg eller ej, har betydning for hele kloden. Det hænger sammen med det, der ovenfor refereres til som kosmopolitisk realisme.